# مردان برای فروش
مردان برای فروش (فرانسوی: Hommes à louer‎) فیلم مستند کانادایی به کارگردانی رودریگ ژان محصول سال ۲۰۰۸ است دربارهٔ مردان روسپی و مشکلات و چالش‌هایشان در رویارویی با اعتیاد به مواد مخدر، الکل، آزار و بیداد جامعه، بی‌بهرگی‌ها، بدنامی‌های اجتماعی و همچنین کشمکش‌شان با گذشته‌ای سخت و توان‌فرسا.